# Synaphris agaetensis
Synaphris agaetensis är en spindelart som beskrevs av Jörg Wunderlich 1987. Synaphris agaetensis ingår i släktet Synaphris och familjen Synaphridae.
Artens utbredningsområde är Kanarieöarna. Inga underarter finns listade i Catalogue of Life.